# Liga de fútbol de Puerto Rico
La Liga de fútbol de Puerto Rico es una liga de fútbol de Puerto Rico. Se disputa desde 2009 y es organizada por la Federación Puertorriqueña de Fútbol. Hoy en día la primera división de fútbol de Puerto Rico es Liga Puerto Rico.
El equipo campeón obtiene la clasificación al Campeonato de Clubes de la CFU.

## Equipos 2019
| Equipo                   | Ciudad                | Estadio                                   | Capacidad | Temporadas en la Liga          | Entrenador                |
| ------------------------ | --------------------- | ----------------------------------------- | --------- | ------------------------------ | ------------------------- |
| Bayamón F. C.            | Bayamon               | Juan Ramón Loubriel Stadium               | 22,000    | 2009–2013, 2015–presente       | Francisco Arias           |
| Criollos de Caguas F. C. | Caguas, Puerto Rico   | Asociación Central de Balompié            | 1,200     | 2009–presente                  | Steven Estrada            |
| F. C. Leones             | Ponce                 | Francisco Montaner                        | 11,537    | 2011–presente                  | -                         |
| Guayama F. C.            | Guayama               | Cancha de Balompié                        | 1,000     | 2012–presente                  | -                         |
| Tornados de Humacao      | Humacao               | Nestor Morales Stadium                    | #         | 2012–presente                  | Eloy Ubaldo Martínez Soto |
| Yabuco F. C.             | Yabucoa               | Pista Atlética Adán Fonseca               | #         | 2014–presente                  | -                         |
| Academia Quintana        | San Juan              | Hiram Bithorn Stadium                     | 18,264    | 2009–2011, 2013, 2016–presente | Vitor Hugo Barros         |
| Spartans F. C.           | San Juan, Puerto Rico | Estadio de Aguadilla                      | #         | 2016–presente                  | -                         |
| Metropolitan FA          | San Juan              | Parque Reparto Metropolitano              | #         | 2016–present                   | -                         |
| Mirabelli SA             | Puerto Rico           | Parque de Fútbol Colegio Corazón de María | #         | 2016–presente                  | -                         |
| Puerto Rico United       | Aguada                | Aguada Stadium                            | 4,000     | 2016–presente                  | Raimundo C. Gatinho       |
| Puerto Rico Giant        | Puerto Rico           | Club Puerto Rico Giants Carolina          | #         | 2016–present                   | -                         |
| Isabela S. C.            | Isabela, Puerto Rico  | Pista Francisco "Paco" Dumeng             | #         | 2016–presente                  | -                         |
| Leones de Maunabo        | Maunabo               | Complejo Deportivo Francisco Rosario      | #         | 2016–presente                  | -                         |

## Palmarés
En el 2005 la Federación de Fútbol de Puerto Rico creó el "Campeonato Nacional de Fútbol"

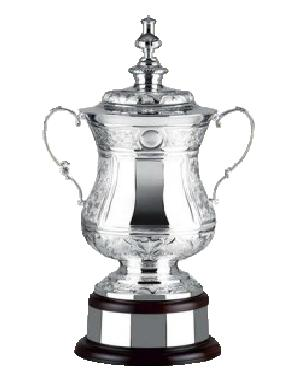
PRSL Cup

En 2008, la primera liga profesional fue creada, el 'Puerto Rico Soccer League (PRSL)' cuyo presidente fue Mike Roca (2008-2011). Se componía de ocho equipos que jugaban la temporada regular, y los cuatro primeros (los tres primeros el 2011) pasaban a los playoffs. Un noveno equipo se unió en 2009 (ese año,la FIFA dono $150,000 a Puerto Rico con el programa "Gana con la Concacaf"), tres equipos se unieron en 2010, y se unió a un equipo para la temporada 2011 (Aunque se terminó jugando con solo seis Clubes). El campeón del torneo tenía un pase directo a la Copa de Campeones de la CFU.

### Torneo Nacional Superior
Fue el primer intento de organización de los clubes de fútbol en la isla. Duró cincuenta y seis temporadas.
| Temporada | Campeón             |
| --------- | ------------------- |
| 19??-57   | Desconocido         |
| 1957-58   | Caribes F. C.       |
| 1958-90   | Desconocido         |
| 1990-91   | Cruz Azul (Guayama) |
| 1991-93   | Desconocido         |
| 1993-94   | Rafael Santiago     |
| 1994-95   | Desconocido         |

Por razones desconocidas, varios equipos se separaron y crearon una liga.
| Temporada | Campeón                           |
| --------- | --------------------------------- |
| 1995-96   | Académicos de Quintana (Hato Rey) |
| 1996-97   | Académicos de Quintana (Hato Rey) |
| 1997-98   | Académicos de Quintana (Hato Rey) |
| 1998-99   | C. F. Nacional (Carolina)         |
| 1999-2000 | Académicos de Quintana (Hato Rey) |
| 2000-01   | Académicos de Quintana (Hato Rey) |
| 2001-02   | Académicos de Quintana (Hato Rey) |
| 2002-03   | No se disputó                     |
| 2003-04   | No se disputó                     |
| 2004-05   | No se disputó                     |

| Asociación de Fútbol de Puerto Rico          | Asociación de Fútbol de Puerto Rico | Asociación de Fútbol de Puerto Rico | Asociación de Fútbol de Puerto Rico | Asociación de Fútbol de Puerto Rico                   |
| Temporada                                    | Campeón                             | Resultado                           | Subcampeón                          | 1.º Fase Regular                                      |
| -------------------------------------------- | ----------------------------------- | ----------------------------------- | ----------------------------------- | ----------------------------------------------------- |
| 1996 - ?                                     | Participaron 10 Clubes              | Participaron 10 Clubes              | Participaron 10 Clubes              | Participaron 10 Clubes                                |
| Liga Mayor de Fútbol Nacional                |                                     |                                     |                                     |                                                       |
| 1996-97                                      | Maunabo Leones                      | 2 - 0                               | Puerto Rico Islanders               | Puerto Rico Islanders                                 |
| 1997-98                                      | Puerto Rico Islanders               | 3 - 0                               | Brujos (Guayama)                    | Puerto Rico Islanders                                 |
| 1998-99                                      | Puerto Rico Islanders               | 4 - 0                               | Cardenales (Río Piedras)            | Cardenales (Río Piedras)                              |
| 1999-00                                      | Vaqueros de Bayamón F. C.           | 1 - 0                               | Gigantes de Carolina                | Puerto Rico Islanders                                 |
| 2000-01                                      | Puerto Rico Islanders               | 4 - 3                               | Brujos (Guayama)                    | Puerto Rico Islanders                                 |
| 2001-02                                      | Vaqueros de Bayamón                 | 3 - 0                               | Puerto Rico Islanders               | Vaqueros de Bayamón FC                                |
| 2002-03                                      | Sporting (Carolina)                 | 2 - 1                               | Vaqueros de Bayamón F. C.           | Sporting (Carolina)                                   |
| 2003-04                                      | Sporting (San Lorenzo)              | 1 - 0                               | Caguas Huracán                      | Sporting (San Lorenzo)                                |
| 2004-05                                      | Real Quintana                       | 2 - 1                               | C. F. Fraigcomar                    | C. F. Fraigcomar                                      |
| Campeonato Nacional de Fútbol de Puerto Rico |                                     |                                     |                                     |                                                       |
| 2005                                         | C. F. Fraigcomar                    | 1 - 0                               | Huracán Caguas                      |                                                       |
| 2006                                         | C. F. Fraigcomar                    | 4 - 1                               | Academia Quintana F. C.             |                                                       |
| 2007                                         | C. F. Fraigcomar                    | 2 - 1                               | Atléticos de Levittown F. C.        |                                                       |
| Puerto Rico Soccer League                    |                                     |                                     |                                     |                                                       |
| 2008                                         | Sevilla Bayamón                     |                                     | River Plate Ponce                   | Sevilla Bayamón (1)                                   |
| 2009                                         | Bayamón                             |                                     | Atlético de San Juan                | River Plate (1)                                       |
| 2010                                         | River Plate1                        |                                     | Puerto Rico Islanders1              | River Plate (Grupo A) Puerto Rico Islanders (Grupo B) |
| 2011                                         | Leones de Ponce                     |                                     | Sevilla                             | Sevilla (2)                                           |

### Liga Nacional de Fútbol de Puerto Rico
La liga se creó en el 25 de julio de 2009 como la Segunda división de la Puerto Rico Soccer League con la intención de desarrollar el talento joven y mejorar la Selección de fútbol de Puerto Rico (pero el sistema de ascenso/descenso, la cual estaba programada para comenzar en 2011 fue pospuesto hasta 2013). Inicialmente se fundó con 16 equipos divididos en dos divisiones (este y oeste), mientras que la temporada de 2010 tenía veintiún equipos divididos en cuatro grupos pero para la temporada 2011, esto cambió con la adición de un equipo y se fusionaron ambas conferencias en un solo grupo. El 2012 pasó a ser la Primera División del fútbol Portorriqueño tras la desaparición de la Puerto Rico Soccer League.
| Temporada | Campeón                | Resultado      | Subcampeón     |
| --------- | ---------------------- | -------------- | -------------- |
| 2008      | San Juan Sharks (1)    | 4 - 1          | Maunabo Leones |
| 2009      | Maunabo Leones (1)     | 2 - 1          | Bayamón        |
| 2010      | Maunabo Leones (2)     | 2 - 0          | Bayamón        |
| 2011      | Bayamón (1)            | Bayamón (1)    | Bayamón (1)    |
| 2012      | Bayamón (2)            | Bayamón (2)    | Bayamón (2)    |
| 2013      | Sevilla (1)            | 6 - 0          | Bayamón        |
| 2014      | Yabuco Sual (1)        | 2 - 2 (8-7 p.) | Guayama        |
| 2015      | Criollos de Caguas (1) | 4 - 2          | Guayama        |
| 2016      | Metropolitan FA (1)    | 3 - 1 (pró.)   | Bayamón        |
| 2017      | GPS Puerto Rico (1)    | 2 - 1          | Bayamón        |
| 2018      | Metropolitan FA (2)    | 0 - 0 (5-4 p.) | Bayamón        |
| 2019      | Cancelada              |                |                |

## Títulos por equipo
| Club                      | Títulos | Subtítulos | Años Campeón | Años Subcampeón                    |
| ------------------------- | ------- | ---------- | ------------ | ---------------------------------- |
| Bayamón F. C.             | 2       | 6          | 2011, 2012   | 2009, 2010, 2013, 2016, 2017, 2018 |
| Maunabo Leones F. C.      | 2       | 1          | 2009, 2010   | 2008                               |
| Metropolitan FA           | 2       | –          | 2016, 2018   | -                                  |
| San Juan Sharks           | 1       | –          | 2008         | -                                  |
| Sevilla F. C. Puerto Rico | 1       | –          | 2013         | -                                  |
| Yabuco Sual F. C.         | 1       | –          | 2014         | -                                  |
| Criollos de Caguas F. C.  | 1       | –          | 2015         | -                                  |
| GPS Puerto Rico           | 1       | –          | 2017         | -                                  |
| Guayama F. C.             | –       | 2          | -            | 2014, 2015                         |